# Campeonato Mundial de Ciclismo en Ruta de 1984
Los Campeonatos del mundo de ciclismo en ruta de 1984 se celebraron en la ciudad española de Barcelona el 1 de septiembre de 1984. Al ser año olímpico, todos los eventos olímpicos sirvieron como campeonatos del mundo, dejando sólo la carrera profesional de carretera por disputarse.

## Resultados
| Evento                     | Oro                          | Oro      | Plata                  | Plata | Bronce               | Bronce   |
| -------------------------- | ---------------------------- | -------- | ---------------------- | ----- | -------------------- | -------- |
| Pruebas masculinas         |                              |          |                        |       |                      |          |
| Hombres - carrera en línea | Claude Criquielion · Bélgica | 6.46'46" | Claudio Corti · Italia | + 14" | Steve Bauer · Canadá | + 1' 01" |